# Oued Sly
Oued Sly è un comune dell'Algeria, situato nella provincia di Chlef.